# Rastrelliger
Genre
Rastrelliger est un genre de poissons de la famille des Scombridae, de l'ordre des Perciformes. Ils font partie des poissons communément appelés « maquereaux ».

## Liste des espèces

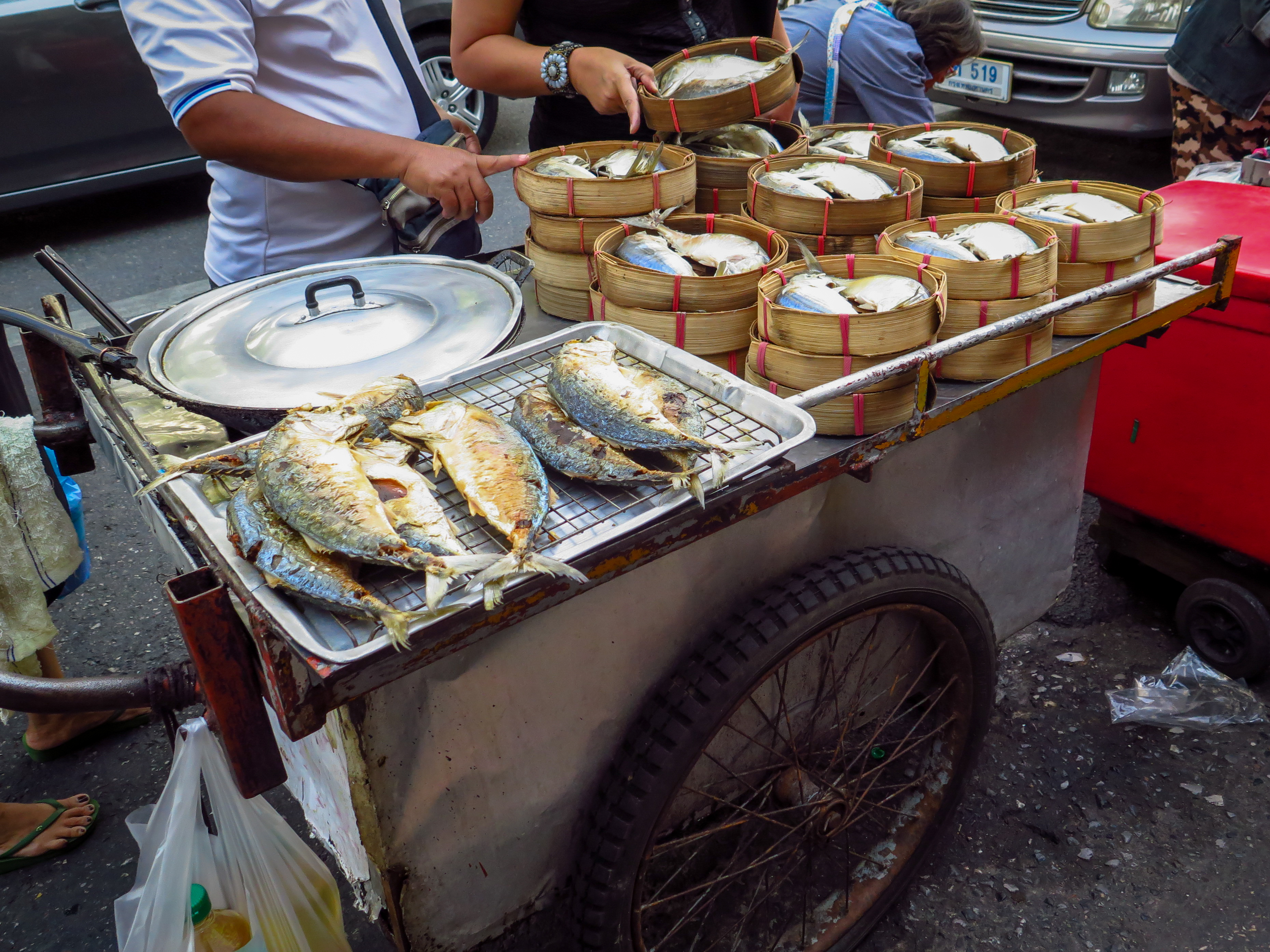
Vendeur de maquereaux trapus à Bangkok, Thaïlande

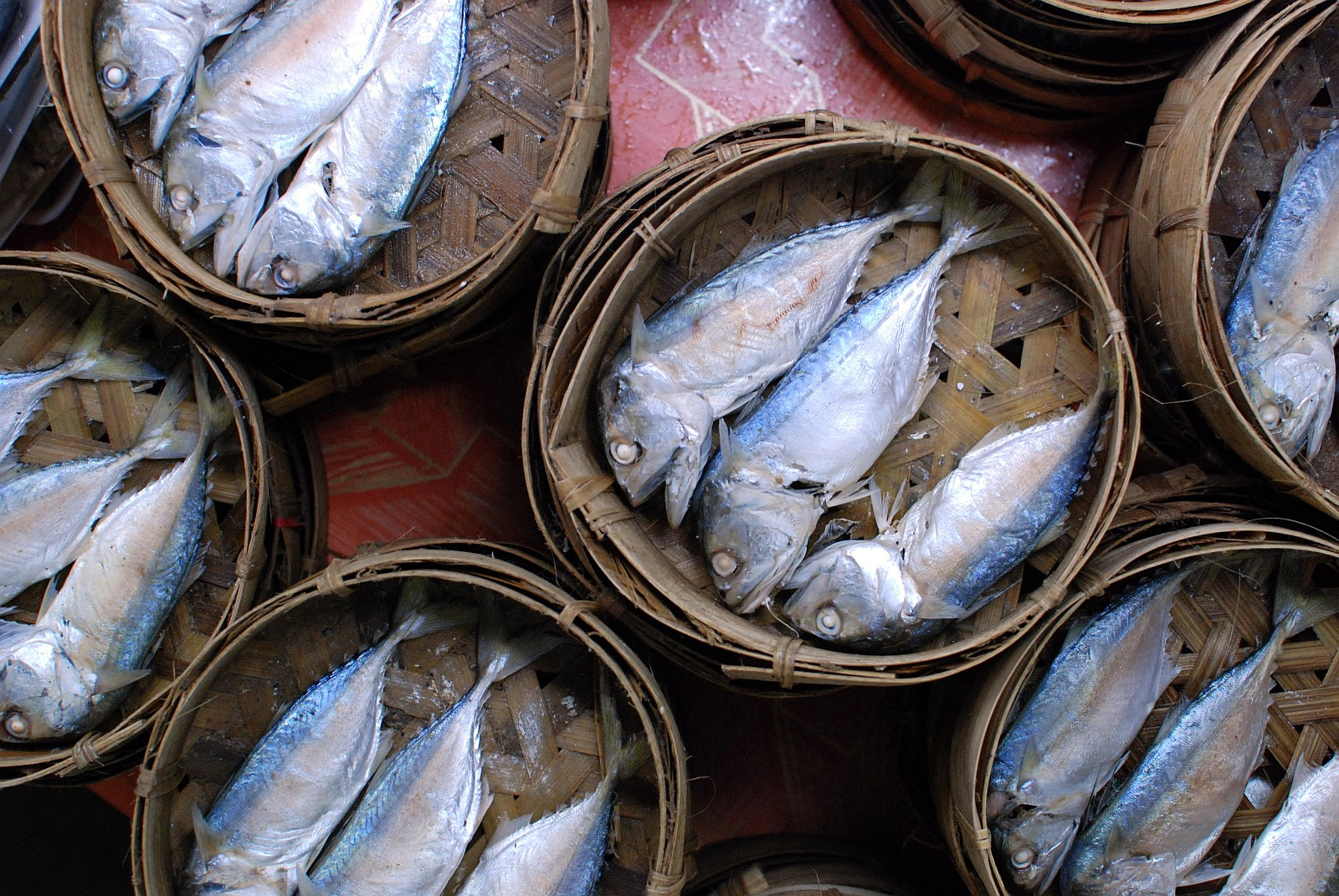
Rastrelliger brachysoma (thaï : ปลาทู ; Pla thu), marché de Thanin, Chiang Mai, Thaïlande

Selon World Register of Marine Species (12 septembre 2017), FishBase (12 septembre 2017) et ITIS (14 avril 2016) :
- Rastrelliger brachysoma (Bleeker, 1851) -- Maquereau trapu (Océanie)
- Rastrelliger faughni Matsui, 1967 -- Maquereau des îles (Océanie)
- Rastrelliger kanagurta (Cuvier, 1816) -- Maquereau indien (Mer Rouge et Indo-Pacifique tropical)

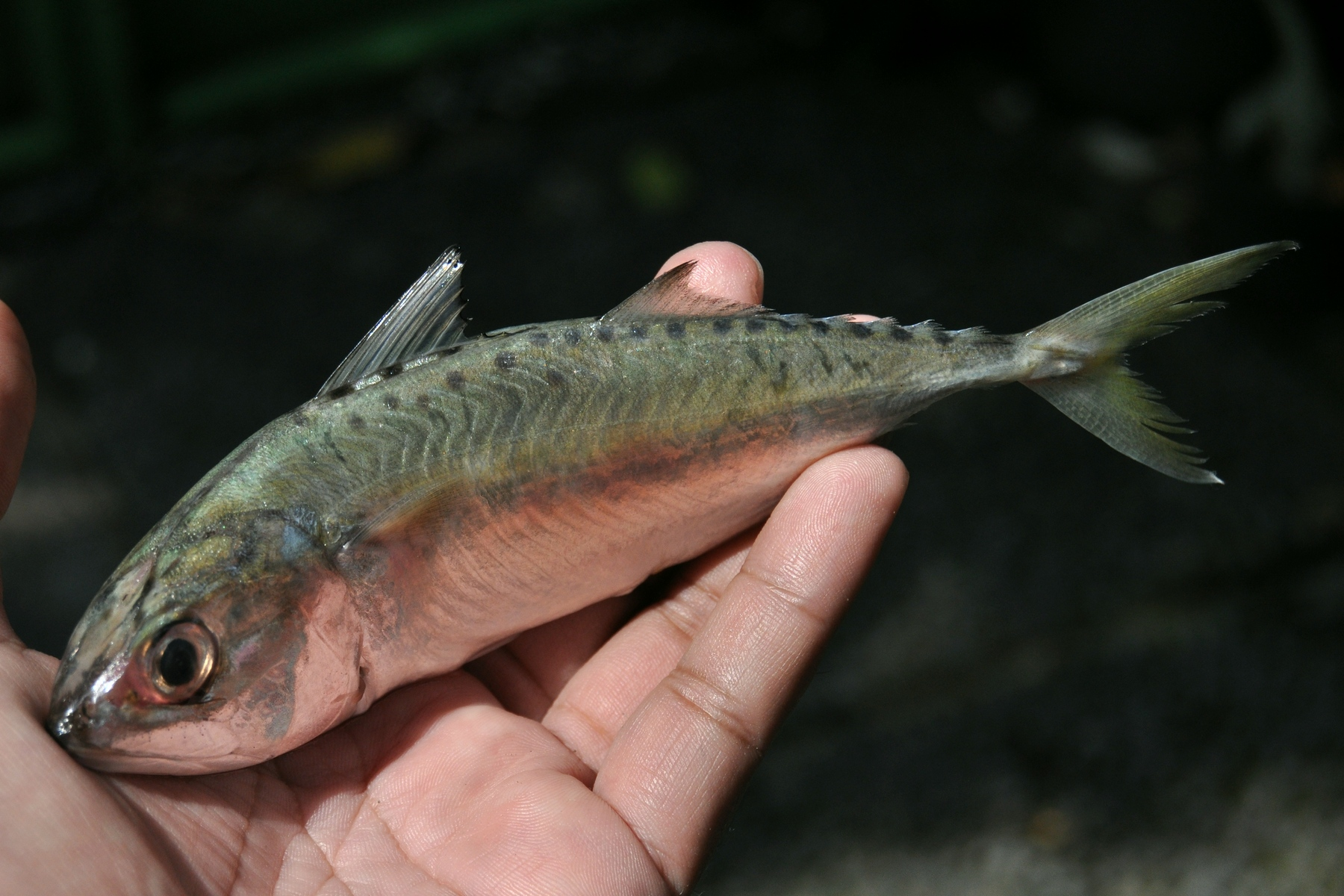
Rastrelliger brachysoma
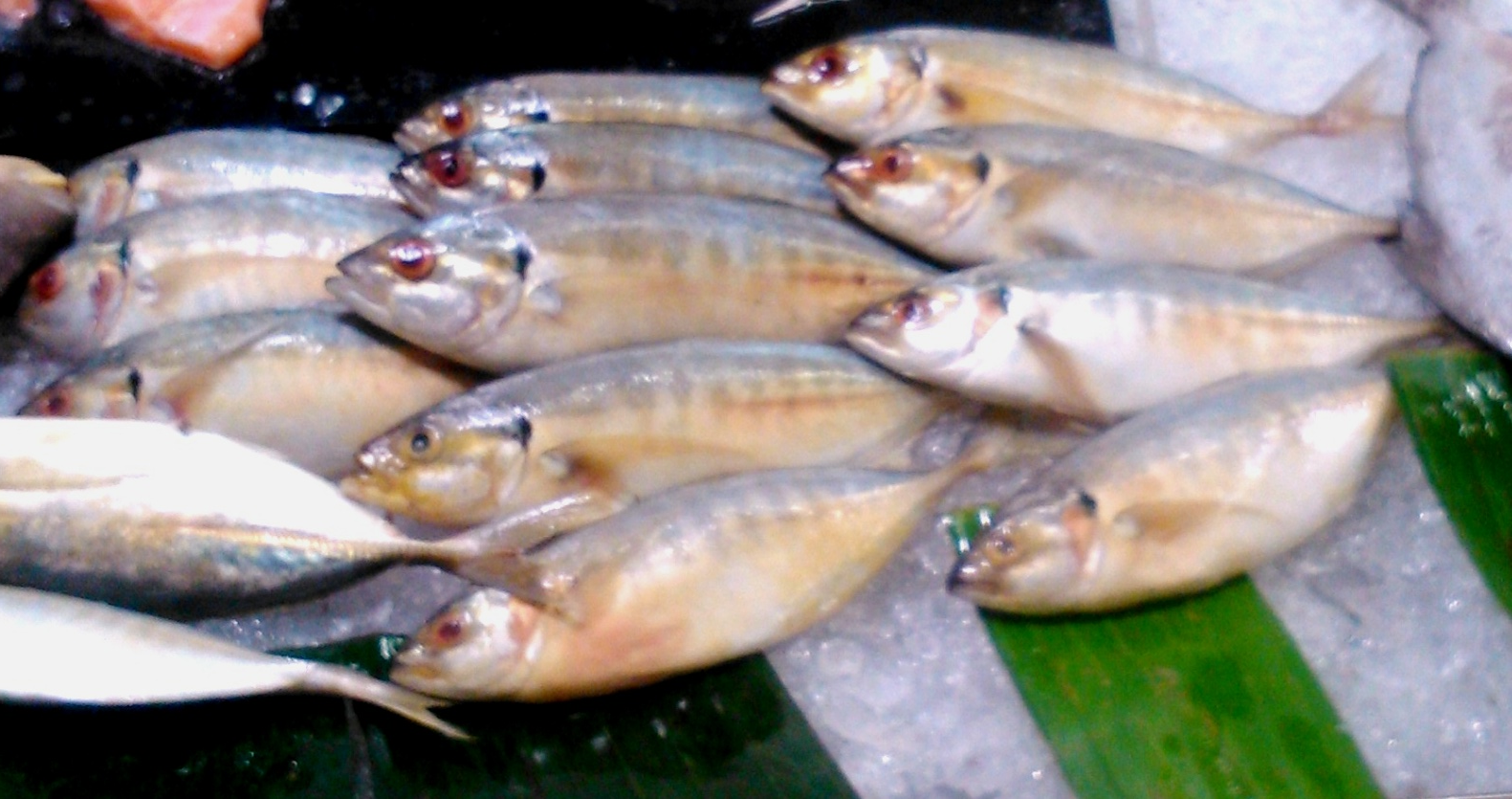
Rastrelliger faughni
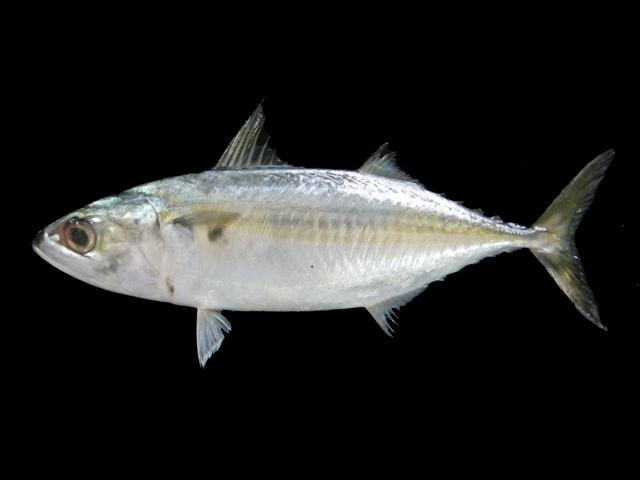
Rastrelliger kanagurta